# Diedendorf
Pour les articles homonymes, voir Dietendorf (homonymie).
Diedendorf [didəndɔʁf]  est une commune française située dans la circonscription administrative du Bas-Rhin et, depuis le 1er janvier 2021, dans le territoire de la Collectivité européenne d'Alsace, en région Grand Est.
Depuis 1793, cette commune se trouve dans la région historique et culturelle d'Alsace.

## Géographie
La commune se situe dans la région naturelle de l'Alsace bossue et fait partie de la ZNIEFF du pays des étangs.
|                      | Harskirchen           | Sarrewerden  |
| Altwiller            | Diedendorf            | Wolfskirchen |
| Vibersviller Moselle | Niederstinzel Moselle |              |

### Hydrographie
La commune est dans le bassin versant du Rhin au sein du bassin Rhin-Meuse. Elle est drainée par la Sarre, le ruisseau le Naubach, le ruisseau du Vieil Étang, le ruisseau Haselach, le ruisseau Hetterlach et le ruisseau l'Otterbach,.
La Sarre, d'une longueur totale de 129,2 km, est un affluent de la Moselle et donc un sous-affluent du Rhin, qui coule en Lorraine, en Alsace bossue et dans les Länder allemands de la Sarre et de Rhénanie-Palatinat. Les caractéristiques hydrologiques de la Sarre sont données par la station hydrologique située sur la commune. Le débit moyen mensuel est de 7,37 m3/s. Le débit moyen journalier maximum est de 270 m3/s, atteint lors de la crue du 26 mai 1983. Le débit instantané maximal est quant à lui de 286 m3/s, atteint le même jour.
Le Naubach, d'une longueur totale de 23 km, prend sa source dans la commune de Belles-Forêts et se jette  dans la Sarre à Harskirchen, après avoir traversé huit communes. 

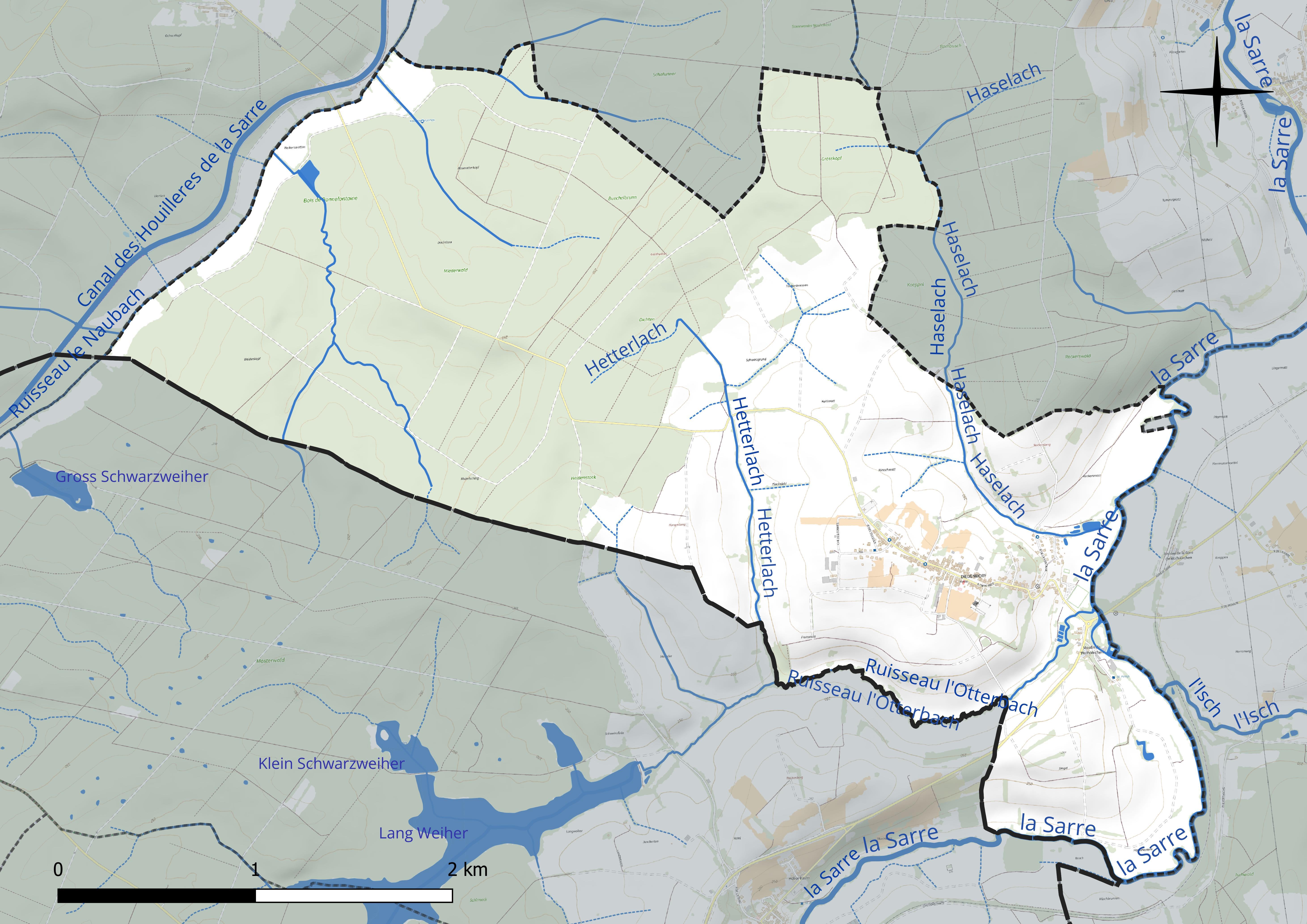
Réseau hydrographique de Diedendorf.

### Climat
Pour des articles plus généraux, voir Climat du Grand Est et Climat du Bas-Rhin.
En 2010, le climat de la commune est de type climat des marges montargnardes, selon une étude du Centre national de la recherche scientifique s'appuyant sur une série de données couvrant la période 1971-2000. En 2020, Météo-France publie une typologie des climats de la France métropolitaine dans laquelle la commune est exposée à un climat semi-continental et est dans la région climatique  Vosges, caractérisée par une pluviométrie très élevée (1 500 à 2 000 mm/an) en toutes saisons et un hiver rude (moins de 1 °C). 
Pour la période 1971-2000, la température annuelle moyenne est de 9,9 °C, avec une amplitude thermique annuelle de 17 °C. Le cumul annuel moyen de précipitations est de 923 mm, avec 12,2 jours de précipitations en janvier et 9,5 jours en juillet. Pour la période 1991-2020, la température moyenne annuelle observée sur la station météorologique de Météo-France la plus proche, « Berg », sur la commune de Berg à 8 km à vol d'oiseau, est de 10,4 °C et le cumul annuel moyen de précipitations est de 801,8 mm. 
La température maximale relevée sur cette station est de 37,4 °C, atteinte le 25 juillet 2019 ; la température minimale est de −16,8 °C, atteinte le 7 février 2012,,. 
Les paramètres climatiques de la commune ont été estimés pour le milieu du siècle (2041-2070) selon différents scénarios d'émission de gaz à effet de serre à partir des nouvelles projections climatiques de référence DRIAS-2020. Ils sont consultables sur un site dédié publié par Météo-France en novembre 2022.

## Urbanisme

### Typologie
Au 1er janvier 2024, Diedendorf est catégorisée commune rurale à habitat dispersé, selon la nouvelle grille communale de densité à sept niveaux définie par l'Insee en 2022.
Elle est située hors unité urbaine. Par ailleurs la commune fait partie de l'aire d'attraction de Sarre-Union, dont elle est une commune de la couronne,. Cette aire, qui regroupe 12 communes, est catégorisée dans les aires de moins de 50 000 habitants,.

### Occupation des sols
L'occupation des sols de la commune, telle qu'elle ressort de la base de données européenne d’occupation biophysique des sols Corine Land Cover (CLC), est marquée par l'importance des forêts et milieux semi-naturels (51,5 % en 2018), une proportion identique à celle de 1990 (51,5 %). La répartition détaillée en 2018 est la suivante : 
forêts (51,5 %), prairies (29,1 %), terres arables (15 %), zones urbanisées (4,2 %), zones agricoles hétérogènes (0,1 %). L'évolution de l’occupation des sols de la commune et de ses infrastructures peut être observée sur les différentes représentations cartographiques du territoire : la carte de Cassini (XVIIIe siècle), la carte d'état-major (1820-1866) et les cartes ou photos aériennes de l'IGN pour la période actuelle (1950 à aujourd'hui).

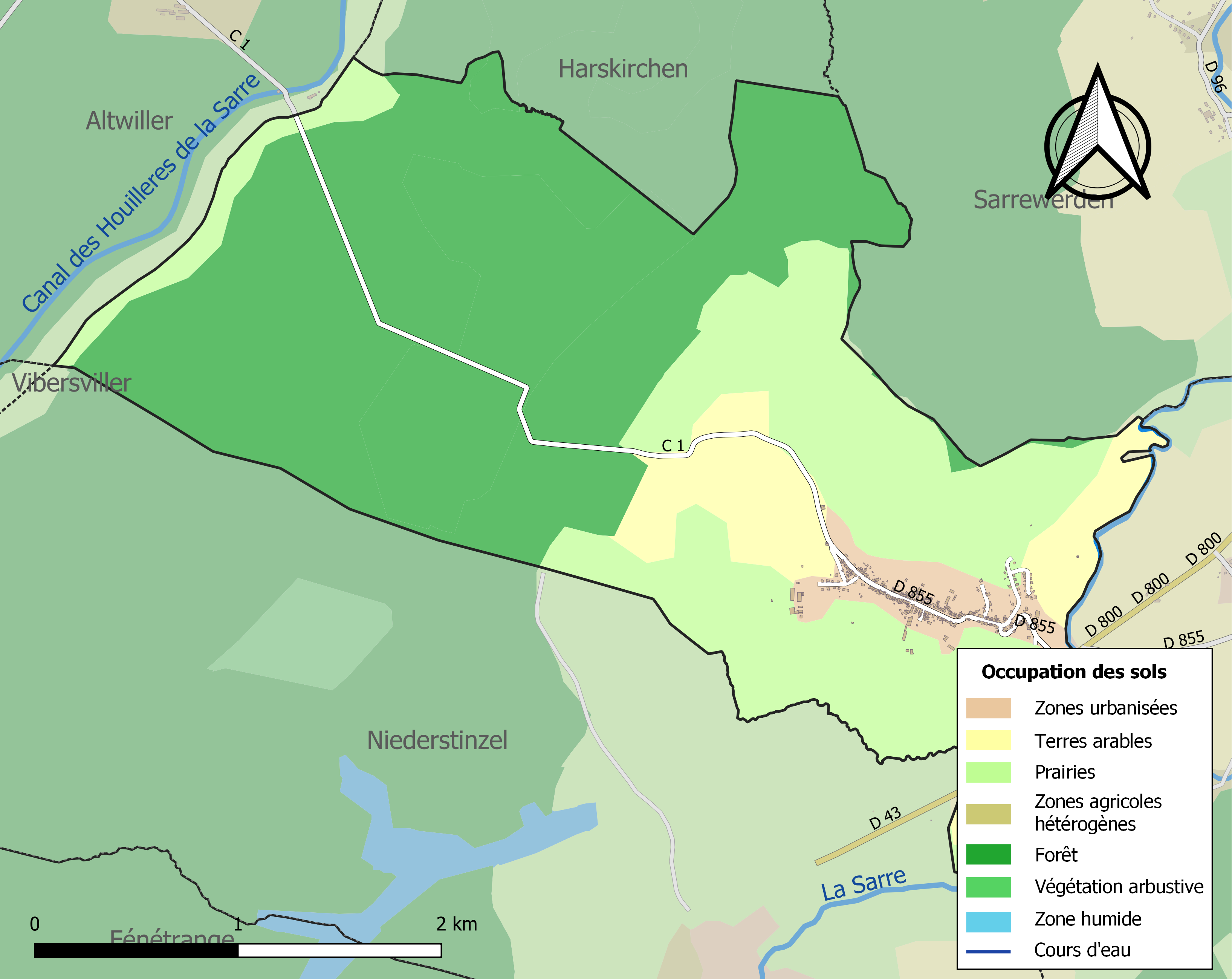
Carte des infrastructures et de l'occupation des sols de la commune en 2018 (CLC).

## Histoire
Ce qui semble être la première mention du village apparaît dans un acte de donation de l’abbaye de Wissembourg du 1er juin 699 évoquant une villa Didinneschaime. Intégré au comté de Sarrewerden à partir du XIe siècle, le village reste de très petite taille jusqu’à la deuxième moitié du XVIe siècle, étant même entièrement abandonné entre 1523 et environ 1560. Entretemps, à la suite de l’extinction des Sarrewerden en 1527, il passe entre les mains des comtes de Nassau-Sarrebrück.
Le village reprend vie à partir de 1559 avec l’arrivée d’immigrés protestants fuyant la Lorraine et la Champagne. En 1570, le village est donné en fief au bailli Jean Streiff qui entreprend de construire un petit château. La population augmente rapidement, ce qui amène le village à construire sa propre église en 1588. La révocation de l’Édit de Nantes ne fait qu’accroître cette situation et les immigrés français sont largement majoritaires au début du XVIIe siècle, amenant le culte à être célébré en français. Cette période de croissance prend fin avec la Guerre de Trente Ans, le village étant détruit en 1629, puis abandonné en 1641.
Diedendorf commence à être de nouveau habité à partir de 1644, principalement par des huguenots d’origine française. Pour cette raison, le seigneur du lieu, faisant alors toujours partie de la famille des Streiff de Lauenstein, demande et obtient du comte de Nassau la création d’une cure réformée, qui est confiée en 1688 au pasteur Samuel de Perroudet. Devant dans un premier temps officier dans le château, celui-ci obtient l’autorisation de construire une église pour les calvinistes et les luthériens, qui est achevée le 22 août 1700. La commune devient alors dans les années qui suivent un centre régional du calvinisme, toutefois, à la mort de Perroudet en 1748, le français d’abord puis le calvinisme déclinent.
Les bornes de la Grenztranchée (tranchée frontalière longue d’environ trois kilomètres) s’étendant entre Harskirchen et Sarrebourg matérialisent aujourd’hui la limite banale Diedendorf-Niederstinzel. Cette ligne de démarcation fut même frontière d’état entre la France et l’Allemagne de 1766 à 1793.

### Héraldique
| Blason de Diedendorf | Blason  | D'or à la corneille de sable, becquée et membrée de gueules, la crâne couvert d'une calotte du même. |
| Blason de Diedendorf | Détails | |

## Toponymie
- Dììdedorf en francique rhénan.
- Villa Didinescheaime (699), Dedendorf (?), Dietendorf (1793), Diedendorf (1801).

## Politique et administration
| Période                                  | Période                   | Identité                                       | Étiquette | Qualité |
| ---------------------------------------- | ------------------------- | ---------------------------------------------- | --------- | ------- |
| 2001                                     | 2008                      | Jules Quirin                                   |           |         |
| mars 2008                                | 2014                      | Jean-Claude Bardy                              |           |         |
| 2014                                     | En cours (au 31 mai 2020) | Jacky Eberhardt Réélu pour le mandat 2020-2026 |           |         |
| Les données manquantes sont à compléter. |                           |                                                |           |         |

## Démographie
L'évolution du nombre d'habitants est connue à travers les recensements de la population effectués dans la commune depuis 1793. Pour les communes de moins de 10 000 habitants, une enquête de recensement portant sur toute la population est réalisée tous les cinq ans, les populations de référence des années intermédiaires étant quant à elles estimées par interpolation ou extrapolation. Pour la commune, le premier recensement exhaustif entrant dans le cadre du nouveau dispositif a été réalisé en 2008.

En 2022, la commune comptait 329 habitants, en évolution de +2,17 % par rapport à 2016 (Bas-Rhin : +3,17 %, France hors Mayotte : +2,11 %).
| 1793 | 1800 | 1806 | 1821 | 1831 | 1836 | 1841 | 1846 | 1851 |
| ---- | ---- | ---- | ---- | ---- | ---- | ---- | ---- | ---- |
| 315  | 332  | 398  | 450  | 488  | 493  | 488  | 471  | 447  |

| 1856 | 1861 | 1866 | 1871 | 1875 | 1880 | 1885 | 1890 | 1895 |
| ---- | ---- | ---- | ---- | ---- | ---- | ---- | ---- | ---- |
| 414  | 429  | 465  | 470  | 464  | 460  | 395  | 415  | 410  |

| 1900 | 1905 | 1910 | 1921 | 1926 | 1931 | 1936 | 1946 | 1954 |
| ---- | ---- | ---- | ---- | ---- | ---- | ---- | ---- | ---- |
| 418  | 433  | 428  | 402  | 403  | 441  | 439  | 427  | 383  |

| 1962 | 1968 | 1975 | 1982 | 1990 | 1999 | 2006 | 2008 | 2013 |
| ---- | ---- | ---- | ---- | ---- | ---- | ---- | ---- | ---- |
| 405  | 411  | 403  | 344  | 329  | 347  | 333  | 329  | 324  |

| 2018 | 2022 | - | - | - | - | - | - | - |
| ---- | ---- | - | - | - | - | - | - | - |
| 337  | 329  | - | - | - | - | - | - | - |

## Lieux et monuments
- Le château de Diedendorf, date du XVIe siècle.
- Église  protestante.
- Cimetière.
- École primaire.
- Football club.
- Stade de football.
- Salle polyvalente.